# Luisove kiseline i baze
Luisova kiselina je od strane IUPACA definisana kao "molekularni entitet (i odgovarajuće hemijske vrste) koji je primalac elektronskog para i zbog toga u mogućnosti da reaguje sa Luisovom bazom pri čemu se stvara zajednički adukt, tako što se dijeli elektronski par koji je dala Luisova baza". Ilustrativni primjer je reakcija između trimetilbora i amonijaka pri čemu se dobije adukt .
Luisova kiselina je definisana kao bilo koja vrsta koja prihvata elektronski par. Luisova baza je bilo koja vrsta koja daje elektronski par. Zbog toga je H+ Luisova kiselina zbog toga što može prihvatiti elektronski par, a  i  su Luisove baze zato što mogu donirati slobodan elektronski par.

## Opisivanje adukata
U mnogim slučajevima interakcija između bora i azota se označava sa strelicom Me3B←-NH3 pri čemu njen smjer pokazuje od Luisove baze do Luisove kiseline. Neki izvori označavaju Luisovu bazu sa parom tačaka na Luisovoj bazi kao i na aduktu, kao što je prikazano:
U opštem slučaju veza između donora i akceptora se posmatra kao korak između kovalentne i jonske veze. 

## Istorijat
Ovaj koncept je prvi predstavio Gilbert Njutn Luis koji je predložio teoriju hemijske veze 1923. Iste godine je bila objavljena Bronsted-Lourijeva teorija kiselina i baza. Dvije teorije su različite ali komplementarne. Luisova baza je ujedno i Bronsted-Lourijeva baza, ali Luisova kiselina ne mora biti ujedno i Bronsted-Lourijeva kiselina.
Zatim je 1963. slijedio koncept klasifikacije u jake i slabe baze i kiseline. Jačina interakcija između Luisovih baza i kiselina se mjeri standardnom entalpijom stvaranja adukta i može biti predviđena Drago-Vajlandovom jednačinom sa dva parametra.

## Reformulacija Luisove teorije
Luis je 1916. godine predložio koncept po kome se hemijska veza stvara tako što dva atoma dijele zajednički elektronski par koji ih drži na okupu. Kada svaki atom doprinese sa po jednim svojim elektronom onda se zove kovalentna veza. Kada oba elektrona dolaze od samo jednog od atoma onda se veza naziva dativna kovalentna ili koordinatna veza. Razlika između ovih veza nije čvrsta. Tako na primjer tokom formiranja amonijum jona između amonijaka i vodonika molekul amonijaka donira elektronski par jonu vodonika, ali identitet elektrona je izgubljen u amonijum jonu koji je formiran. Luis je takođe predložio da donor elektronskog para bude klasifikovan kao baza a akceptor elektronskog para kao kiselina. 
Moderna definicija Luisove kiseline ja da je to atomska ili molekulska vrsta koja ima lokalizovanu praznu atomsku ili molekulsku orbitalu. Molekulska orbitala sa najnižom energijom (LUMO) može primiti elektronski par.

## Upoređivanje sa Brensted-Lourijevom teorijom
Luisova baza je često i Breonsted-Lourijeva baza pošto može donirati elektronski par protonu, proton je Luisova kiselina pošto može prihvatiti elektronski par. Konjugovana baza Brensted-Lourijeve kiseline je takođe Luisova baza pošto nakon gubitka protona iz kiseline na mjestu gdje je bila veza A—H ostaje slobodni elektronski par na konjugovanoj bazi. Luisove baze se mogu teško protonizovati ali reaguju sa Luisovim kiselinama. Na primjer ugljen-monoksid je slaba Brensted-Lourijeva baza ali formira jak adukt sa .
2,6-di-t-butilpiridin reaguje sa  pri čemu se formira hidrohloridna so ali ne reaguje sa . Ovaj primjer pokazuje da sterni faktori u kombinaciji sa elektronskim faktorom igra ulogu u određivanju jačine interakcije između glomaznog di-t-butilpiridina i malog protona.
Brensted-Lourijeva kiselina je donor protona, a ne akceptor elektronskog para.

## Luisove kiseline
Postoje razne vrste Luisovih kiselina. Najjednostavnije su one koje reaguju direktno sa Luisovom bazom ali češće su one koje prvo stupaju u reakciju prije nego što se formira adukt.

### Jednostavne Luisove kiseline
Najčešći primjer takvih kiselina su bor-trihalidi i organska jedinjenja bora:
U ovom aduktu se sve četiri fluoridine grupe (tj. ligandi) ekvivalentne.
I  i  su adukti Luisove baze od bor-trifluorida.
U mnogim slučajevima adukti krše pravilo okteta kao u slučaju trijodidnog anjona:
Različite boje rastvora joda potiču od različitih mogućnosti rastvarača da formira adukt sa Luisovom kiselinom I2.
U nekim slučajevima je Luisova kiselina u mogućnosti da veže dvije Luisove baze, poznati primjer toga je formiranje heksafluorsilikata:

### Kompleksne Luisove kiseline
Mnoga jedinjenja koja se svrstavaju u Luisove kiseline zahtijevaju aktivacioni korak prije nego što se formira adukt sa Luisovom bazom. Poznati primjer je aluminijum-trihalidi, koji su Luisove kiseline. Aluminijum-trihalidi za razliku od bor-trihalida ne postoje u obliku , nego kao agregati i polimeri koji moraju biti razgrađeni od strane Luisove baze. Jednostavniji slučaj je formiranje adukta borana. Ne postoji monomerni BH3 tako da se adukti borana dobijaju razgrađivanjem diborata:
U ovoj reakciji može biti izolovan intermedijer .
Mnogi metalni kompleksi se ponašaju kao Luisove kiseline ali obično nakon što se disosuju sa slabo vezanom Luisovom bazom, obično vodom.

### Proton kao Luisova kiselina
Proton (H+) je jedna od najjačih ali takođe i jedna od najkomplikovanijih Luisovih kiselina. Konvencija je da se ignoriše da je proton teško rastvoren (tj. vezan za rastvarača). Sa ovim pojednostavljenjem reakcija kiseline i baze tj. formiranje adukta se može predstaviti kao:
- -{H+ + NH3 → NH4+
- H+ + OH- → H2O}-

### Primjena Luisovih kiselina
Tipični primjer primjene Luisove kiseline je reakcija Frider-Kraft alkilacije. Glavni korak ja kada  prihvati slobodni elektronski par od hloridnog jona , pri čemu se formira  i stvara se jaka kiselina tj. elektrofilni karbonijum katjon .

## Luisove baze
Luisova baza je atomska ili molekulska vrsta gdje je HOMO molekulska orbitala visoko lokalizovana tj. popunjena. Tipične Luisove baze su obični amini kao što su amini amonijaka i alkila. Druge česte Luisove baze uključuju piridin i njegove derivate. Neke od glavnih klasa Luisovih baza su:
- Amini formule  gdje je R alkil ili aril grupa. Tu spadaju i piridini i njegovi derivati.
- Fosfini formule  gdje je R alkil grupa a Ar aril grupa.
- Jedinjenja koja sadrže O, S, Se i Te u oksidacionom stanju 2, uključujući vodu, etre i ketone.

Najčešće Luisove baze su anjoni. Jačina Luisove baze se poklapa sa  roditeljske kiseline: kiseline sa visokim  daju dobre Luisove baze. 
Jačina Luisovih baza je određena za različite Luisove kiseline kao što su , i .
| toplota vezivanja različitih baza za bor-trifluorid BF3 | toplota vezivanja različitih baza za bor-trifluorid BF3 | toplota vezivanja različitih baza za bor-trifluorid BF3 |
| Luisova baza                                            | atom donora                                             | Entalpija stvaranja kompleksa (kJ/mol)                  |
| ------------------------------------------------------- | ------------------------------------------------------- | ------------------------------------------------------- |
| Et3N                                                    | N                                                       | 135                                                     |
| kviniciklidin                                           | N                                                       | 150                                                     |
| piridin                                                 | N                                                       | 128                                                     |
| acetonnitril                                            | N                                                       | 60                                                      |
| Et2O                                                    | O                                                       | 78.8                                                    |
| THF                                                     | O                                                       | 90.4                                                    |
| aceton                                                  | O                                                       | 76.0                                                    |
| EtOAc                                                   | O                                                       | 75.5                                                    |
| DMA                                                     | O                                                       | 112                                                     |
| DMSO                                                    | O                                                       | 105                                                     |
| tetrahidrotiofen                                        | S                                                       | 51.6                                                    |
| PMe3                                                    | P                                                       | 97.3                                                    |

### Primjena Luisovih baza
Skoro sva jedinjenja koja sadrže prelazne metale su Luisove baze tj. ligandi, koje su vezane za metal. Važna primjena Luisovih baza je da modifikuju aktivnost i selektivnost katalizatora. Zbog toga Luisove baze mogu uzrokovati hiralnost na katalizatoru, omogućujući asimetričnu katalizu, što je korisno u proizvodnji farmaceutskih sredstava.
Mnoge Luisove baze mogu formirati višestruke veze sa Luisovom kiselinom. Ovakve Luisove kiseline se zovu agensi za helaciju.

## Klasifikacija na jake i slabe kiseline i baze
Luisove baze i kiseline se obično klasifikuju na osnovu njihove jačine ili slabosti. U ovom kontekstu jak označava mali i nepolarizabilan a slabe označavaju veće atome koji se lakše polarizuju.
- tipične jake kiseline: , katjoni alkalnih metala, borani,
- tipične slabe kiseline: .
- tipične jake baze: amonijak i amini, voda, karboksilati, fluoridi i hloridi.
- tipične slabe baze: organofosfini, tioetri, ugljen-monoksid i jodidi.

Na primjer amin će zamijeniti fosfin iz adukta sa kiselinom . Na isti način se mogu klasifikovati i baze. Na primjer baze koje doniraju slobodni elektronski par sa atoma kiseonika su jače nego baze koje doniraju sa atoma azota. Iako ova klasifikacija nije nikada bila kvantifikovana pokazalo se da je vrlo korisna u predviđanju jačine stvaranja adukta pri čemu se koriste ključni koncepti:
- interakcija jaka kiselina-tvrda baza je jača od interakcije jaka kiselina-slaba baza ili slaba kiselina-jaka baza.
- interakcija slaba kiselina-slaba baza je jača od interakcije slaba kiselina-jaka baza ili jaka kiselina-slaba baza.

Dalja istraživanja termodinamike interakcija je pokazala da su interakcija jako-jako favorizovane entalpijski, a reakcije slabo-slabo su entropijski favorizovane. 

## Literatura
- IUPAC. „Lewis acid”. Kompendijum hemijske terminologije (Internet izdanje).